# Regiunea Tiumen
Regiunea Tiumen (rusă Тюменская область) este situată în Ural, Rusia.

## Geografie
Regiunea se află în sudul ținutului de șes al Siberiei de vest, fiind învecinat cu regiunile autonome Chanten și Mansen în nord, cu regiunea Omsk în est, cu Kazahstan în sud-est și cu regiunea Kurgan și regiunea Sverdlovsk în vest.
Fluviile principale din regiune sunt Irtiș cu afluenții săi Tobol și Ișim.

## Istoric
Colonizarea rusă a regiunii a început la sfârșitul secolului al XVI-lea, orașul Tobolsk fiind o perioadă lungă de timp capitala Siberiei. La data de 14 august 1944 va fi separată regiunea Tiumen de regiunea Omsk.

## Economie
Principala ramură economică a regiunii este petrochimia, urmat de industria de prelucrare a lemnului și industria constructoare de mașini.
Orașele mai importante sunt: Tiumen, Tobol și Ișim.